# 25e division SS (hongroise no 1)
La 25e division SS (hongroise no 1) était l’une des 38 divisions de Waffen-SS durant la Seconde Guerre mondiale.

## Histoire
En octobre 1944, les Allemands du commando SS de Skorzeny renversent le gouvernement hongrois de l'Amiral Horthy, qui a projet d'un armistice séparé avec l'URSS, et installe un régime fasciste complaisant dirigé par Ferenc Szalasi, chef de file du mouvement Croix Fléchées. Immédiatement les Hongrois reçoivent pour instruction de fournir l'effectif nécessaire à la mise sur pied de deux divisions pour la Waffen-SS ; la 25e division SS de grenadiers Hunyadi (1re hongroise) et la 26e division SS de grenadiers Gömbos-Hungaria (2e hongroise).
La première division commence son instruction en novembre 1944, à partir des 17 000 soldats hongrois de la 13e Division de la Honvéd et incluant un bataillon de skieurs. En janvier 1945, plus de 20 000 hommes sont rassemblés au terrain d'entraînement de Neuhammer en Allemagne, ils souffrent du manque d'armes, de véhicules et autres matériels de soutien.
En février 1945, l'Armée rouge approche de Neuhammer et la division est rapidement évacuée, sauf un Kampfgruppe qui doit couvrir le déplacement. Ce Kampfgruppe est totalement anéanti.
En avril 1945, la Hunyadi est repliée en Autriche où, le 3 mai, elle est finalement confrontée aux forces de la 3e armée U.S. dans de sérieux et brefs combats. Les Hongrois, manquant de matériel, parviennent à détruire quelques chars Sherman de l'armée américaine mais déplorent de lourdes pertes pour un faible résultat. Ils se rendent aux forces américaines entre le 4 et le 5 mai dans la région de l'Attersee.

## Désignations successives
- Avril 1944 : 25. SS-Freiwilligen Grenadier Division
- Novembre 1944 : 25. Waffen Grenadier Division der SS (ungarische Nr.1)

## Liste des commandants successifs
| Début         | Fin           | Grade            | Nom           |
| ------------- | ------------- | ---------------- | ------------- |
| Novembre 1944 | Novembre 1944 | SS-Oberführer    | Thomas Müller |
| Novembre 1944 | Mai 1945      | SS-Gruppenführer | Jozef Grassy  |

## Ordre de bataille
- Waffen-Grenadier-Regiment der SS 61 (ungarisches Nr. 1)
- Waffen-Grenadier-Regiment der SS 62 (ungarisches Nr. 2)
- Waffen-Grenadier-Regiment der SS 63 (ungarisches Nr. 3)
- Waffen-Artillerie-Regiment der SS 25
  - Waffen-Schi-Bataillon 25
  - SS-Divisions-Füsilier-Bataillon 25
  - SS-[anzerjäger-Abteilung 25
    - SS-Veterinär-Kompanie 25

  - SS-Feldersatz-Bataillon 25
- SS-Versorgungs-Regiment 25